# Magic Man (nummer)
"Magic Man" is een nummer van de Amerikaanse band Heart. Het nummer verscheen op hun debuutalbum Dreamboat Annie uit 1975. In juli van dat jaar werd het nummer uitgebracht als de tweede single van het album.

## Achtergrond
"Magic Man" is geschreven door de zussen Ann en Nancy Wilson en geproduceerd door Mike Flicker. Het is geschreven vanuit het oogpunt van een jong meisje dat wordt verleid door een oudere man. Haar moeder is hier ongerust over en belt haar met de vraag om naar huis te komen. In een interview vertelde Ann Wilson dat de "Magic Man" haar toenmalige vriend, bandmanager Michael Fisher, was en dat het een autobiografisch verhaal is over het begin van hun relatie. De albumversie van het nummer bevat een twee minuten durende instrumentale break die bestaat uit een gitaarsolo en een Minimoog-synthesizer. In de singleversie is het grootste deel van deze break niet te horen.
"Magic Man" werd de eerste top 10-hit van de band, met een negende plaats in de Amerikaanse Billboard Hot 100. In Canada en Nieuw-Zeeland kwam het tot plaats 26, terwijl in Australië de zesde plaats werd behaald. In Nederland kwam de single respectievelijk tot de zevende en achtste plaats in de Top 40 en de Nationale Hitparade, terwijl in Vlaanderen de tiende plaats in de voorloper van de Ultratop 50 werd gehaald.

## Hitnoteringen

### Nederlandse Top 40
| Hitnotering: 25-12-1976 t/m 26-02-1977 | Hitnotering: 25-12-1976 t/m 26-02-1977 | Hitnotering: 25-12-1976 t/m 26-02-1977 | Hitnotering: 25-12-1976 t/m 26-02-1977 | Hitnotering: 25-12-1976 t/m 26-02-1977 | Hitnotering: 25-12-1976 t/m 26-02-1977 | Hitnotering: 25-12-1976 t/m 26-02-1977 | Hitnotering: 25-12-1976 t/m 26-02-1977 | Hitnotering: 25-12-1976 t/m 26-02-1977 | Hitnotering: 25-12-1976 t/m 26-02-1977 | Hitnotering: 25-12-1976 t/m 26-02-1977 | Hitnotering: 25-12-1976 t/m 26-02-1977 |
| Week                                   | 1                                      | 2                                      | 3                                      | 4                                      | 5                                      | 6                                      | 7                                      | 8                                      | 9                                      | 10                                     |                                        |
| -------------------------------------- | -------------------------------------- | -------------------------------------- | -------------------------------------- | -------------------------------------- | -------------------------------------- | -------------------------------------- | -------------------------------------- | -------------------------------------- | -------------------------------------- | -------------------------------------- | -------------------------------------- |
| Positie                                | 27                                     | 22                                     | 16                                     | 11                                     | 7                                      | 7                                      | 7                                      | 15                                     | 27                                     | 38                                     | uit                                    |

### Nationale Hitparade
| Hitnotering: 25-12-1976 t/m 12-02-1977 | Hitnotering: 25-12-1976 t/m 12-02-1977 | Hitnotering: 25-12-1976 t/m 12-02-1977 | Hitnotering: 25-12-1976 t/m 12-02-1977 | Hitnotering: 25-12-1976 t/m 12-02-1977 | Hitnotering: 25-12-1976 t/m 12-02-1977 | Hitnotering: 25-12-1976 t/m 12-02-1977 | Hitnotering: 25-12-1976 t/m 12-02-1977 | Hitnotering: 25-12-1976 t/m 12-02-1977 | Hitnotering: 25-12-1976 t/m 12-02-1977 |
| Week                                   | 1                                      | 2                                      | 3                                      | 4                                      | 5                                      | 6                                      | 7                                      | 8                                      |                                        |
| -------------------------------------- | -------------------------------------- | -------------------------------------- | -------------------------------------- | -------------------------------------- | -------------------------------------- | -------------------------------------- | -------------------------------------- | -------------------------------------- | -------------------------------------- |
| Positie                                | 27                                     | 18                                     | 13                                     | 10                                     | 8                                      | 8                                      | 8                                      | 16                                     | uit                                    |

### NPO Radio 2 Top 2000
| Nummer met noteringen in de NPO Radio 2 Top 2000 | '07  | '08 | '09  | '10  | '11  | '12  | '13  | '14  | '15  | '16  | '17  |
| ------------------------------------------------ | ---- | --- | ---- | ---- | ---- | ---- | ---- | ---- | ---- | ---- | ---- |
| Magic Man                                        | 1652 | -   | 1254 | 1360 | 1587 | 1749 | 1589 | 1464 | 1598 | 1960 | 1810 |

1. ↑  Een '-' betekent dat het nummer niet was genoteerd en een vetgedrukt getal geeft de hoogste notering aan.
2. ↑  2007 was het eerste jaar met een notering voor dit nummer.
3. ↑  Deze tabel is bijgewerkt tot en met de laatste editie (2024).